# Leichtathletik-Weltmeisterschaften 2013/5000 m der Männer

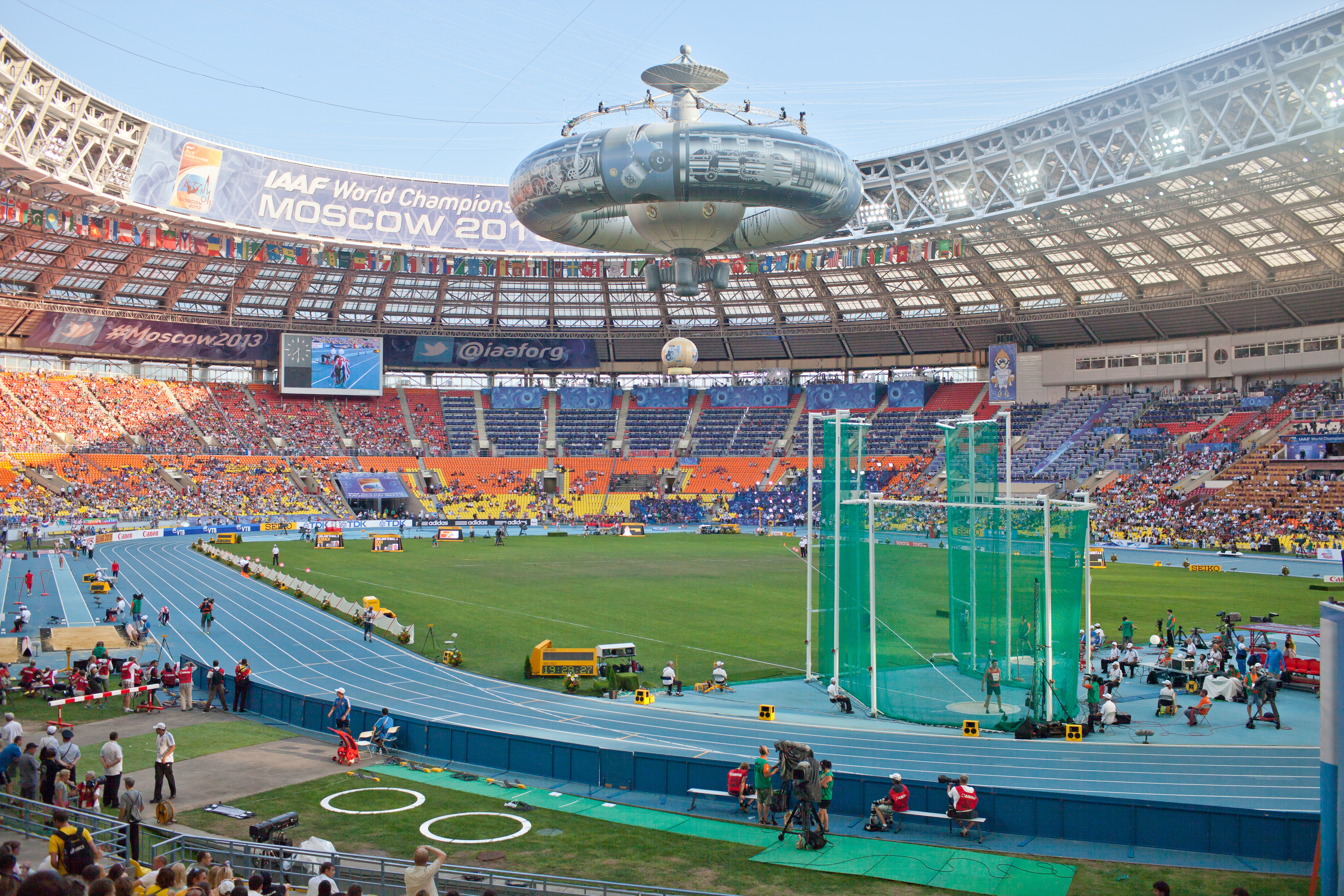
Das Olympiastadion Luschniki während der Weltmeisterschaften

Der 5000-Meter-Lauf der Männer bei den Leichtathletik-Weltmeisterschaften 2013 wurde am 13. und 16. August 2013 im Olympiastadion Luschniki der russischen Hauptstadt Moskau ausgetragen.
Als Weltmeister setzte der britische Titelverteidiger, aktuelle Olympiasieger, zweifache Europameister (2010/2012) und Vizeeuropameister von 2006 Mo Farah seine Erfolgsserie fort. Zuvor hatte er außerdem über 10.000 Meter 2012 Olympiagold, 2011 WM-Silber und 2010 EM-Gold gewonnen. Auch hier in Moskau hatte er sechs Tage zuvor das Rennen über 10.000 Meter für sich entschieden.

Silber ging an den Äthiopier Hagos Gebrhiwet.

Bronze gewann der Kenianer Isiah Kiplangat Koech.

## Bestehende Rekorde
| Weltrekord               | 12:37,35 min | Kenenisa Bekele | Hengelo, Niederlande         | 31. Mai 2004    |
| Weltmeisterschaftsrekord | 12:52,79 min | Eliud Kipchoge  | WM 2003 in Paris, Frankreich | 31. August 2003 |

Der bestehende WM-Rekord wurde bei diesen Weltmeisterschaften nicht eingestellt und nicht verbessert.
Die Tendenz von den beiden vorangegangenen Weltmeisterschaften, kein hohes Tempo zu laufen und die Entscheidung ganz im Spurt zu suchen, setzte sich auch hier in Moskau fort. Im schnellsten Rennen, dem zweiten Halbfinale mit einer Endzeit von 13:20,82 min, wurde der Weltmeisterschaftsrekord um fast eine halbe Minute verfehlt.

## Doping
Hier gab es zwei Dopingfälle:
- Der im Vorlauf ausgeschiedene Marokkaner Othmane el-Goumri beging am 11. August 2013 einen Dopingverstoß. Seine im Anschluss erzielten Resultate – unter anderem bei diesen Weltmeisterschaften – wurden annulliert und es folgte eine zweijährige Dopingsperre, die am 1. Juli 2016 begann.[2]
- Dem im Vorlauf ausgeschiedenen Spanier Sergio Sánchez wurde bei einer Kontrolle während der spanischen Leichtathletikmeisterschaften am 28. Juli 2013 der Einsatz von Erythropoetin (EPO) nachgewiesen. Seine anschließend erzielten Resultate wurden annulliert und er wurde vom 25. November 2013 an für zwei Jahre gesperrt.[3]

## Vorrunde
Die Vorrunde wurde in zwei Läufen durchgeführt. Die ersten fünf Athleten pro Lauf – hellblau unterlegt – sowie die darüber hinaus fünf zeitschnellsten Läufer – hellgrün unterlegt – qualifizierten sich für das Finale.

### Vorlauf 1

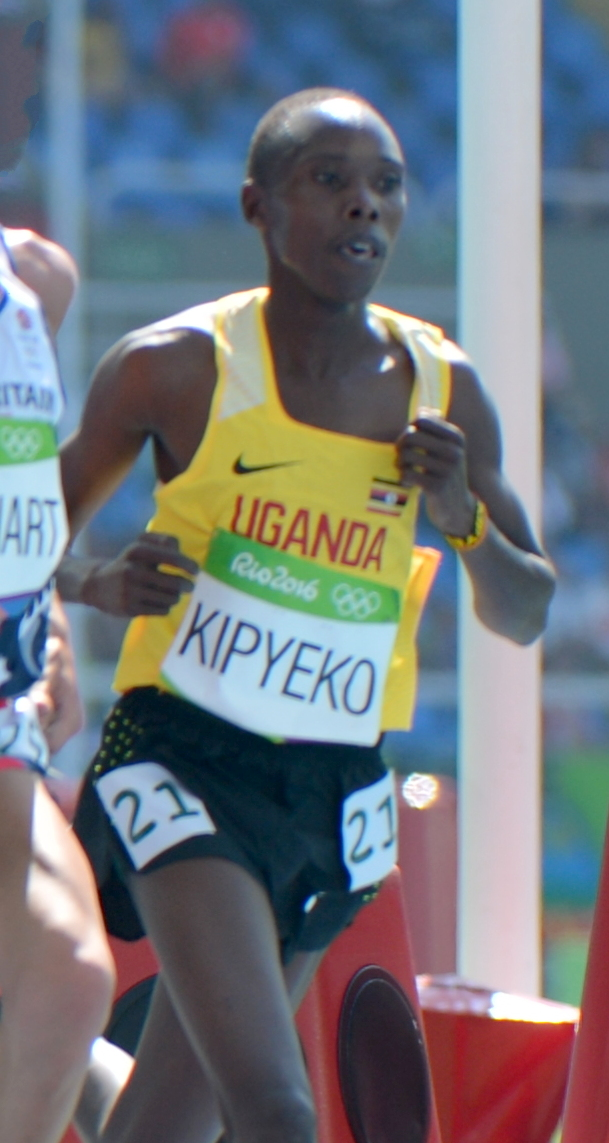
Phillip Kipyeko – ausgeschieden als Elfter in 13:33,68 min
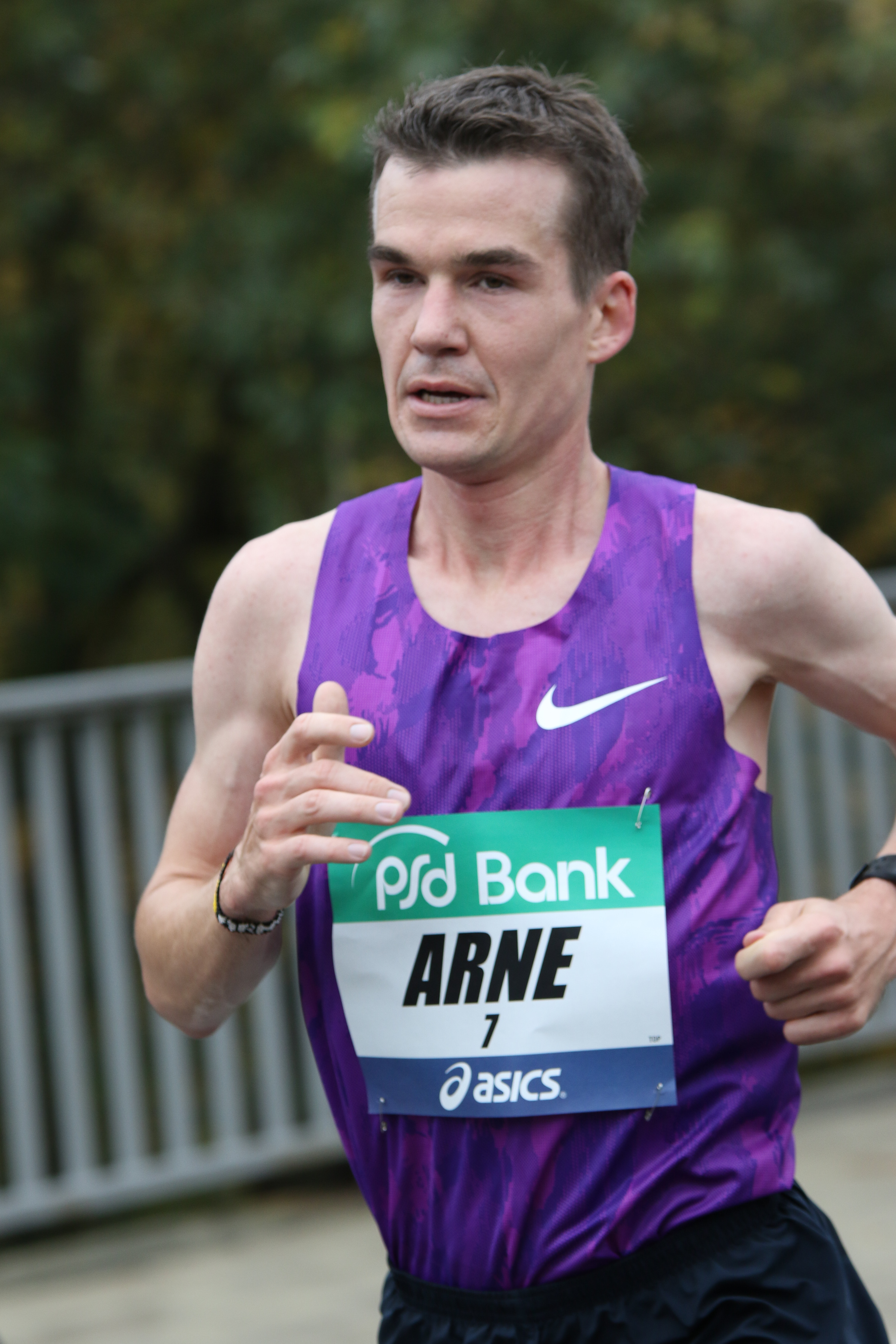
Arne Gabius, amtierender Vizeeuropameister – ausgeschieden als Zwölfter in 13:34,26 min

13. August 2013, 10:20 Uhr
| Platz | Name                    | Nation      | Zeit (min) |
| ----- | ----------------------- | ----------- | ---------- |
| 1     | Hagos Gebrhiwet         | Äthiopien   | 13:23,22   |
| 2     | Yenew Alamirew          | Äthiopien   | 13:23,48   |
| 3     | Bernard Lagat           | USA         | 13:23,59   |
| 4     | Thomas Pkemei Longosiwa | Kenia       | 13:23,94   |
| 5     | Ryan Hill               | USA         | 13:24,19   |
| 6     | Elroy Gelant            | Südafrika   | 13:25,38   |
| 7     | Brett Robinson          | Australien  | 13:25,07   |
| 8     | Sindre Buraas           | Norwegen    | 13:26,69   |
| 9     | Zane Robertson          | Neuseeland  | 13:27,89   |
| 10    | John Kipkoech           | Kenia       | 13:31,21   |
| 11    | Phillip Kipyeko         | Uganda      | 13:33,68   |
| 12    | Arne Gabius             | Deutschland | 13:34,26   |
| 13    | Aziz Lahbabi            | Marokko     | 13:37,75   |
| 14    | Grevazio Mpani          | Malawi      | 14:15,65   |
| DOP   | Sergio Sánchez          | Spanien     | 13:52,05   |
| DNS   | Abdelkerim Abdoulaye    | Tschad      |            |

### Vorlauf 2
13. August 2013, 10:41 Uhr
| Platz | Name                  | Nation         | Zeit (min) |
| ----- | --------------------- | -------------- | ---------- |
| 1     | Muktar Edris          | Äthiopien      | 13:20,82   |
| 2     | Edwin Cheruiyot Soi   | Kenia          | 13:21,44   |
| 3     | Isiah Kiplangat Koech | Kenia          | 13:22,19   |
| 4     | Galen Rupp            | USA            | 13:23,91   |
| 5     | Mo Farah              | Großbritannien | 13:23,93   |
| 6     | Dejene Regassa        | Bahrain        | 13:25,21   |
| 7     | Ben St. Lawrence      | Australien     | 13:33,64   |
| 8     | Aelemayehu Bezabeh    | Spanien        | 13:34,68   |
| 9     | Bayron Piedra         | Ecuador        | 13:07,07   |
| 10    | Yūki Satō             | Japan          | 13:48,30   |
| 11    | Diego Estrada         | USA            | 13:48,30   |
| 12    | Rinas Achmadejew      | Russland       | 13:58,38   |
| 13    | Jake Robertson        | Neuseeland     | 14:09,50   |
| DOP   | Othmane el-Goumri     | Marokko        | 13:31,08   |
| DNS   | Moses Ndiema Kipsiro  | Uganda         |            |

Im zweiten Vorlauf ausgeschiedene Athleten:

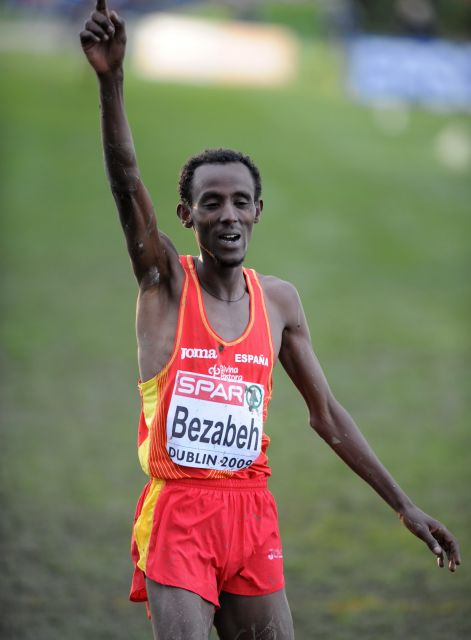
Aelemayehu Bezabeh Rang acht in 13:34,68 min
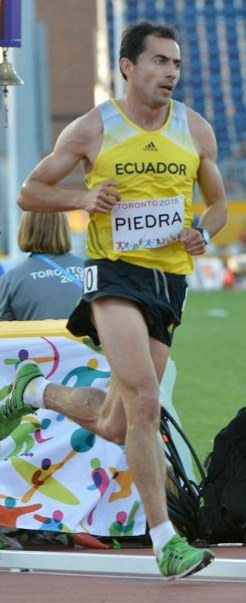
Bayron Piedra Rang neun in 13:07,07 min
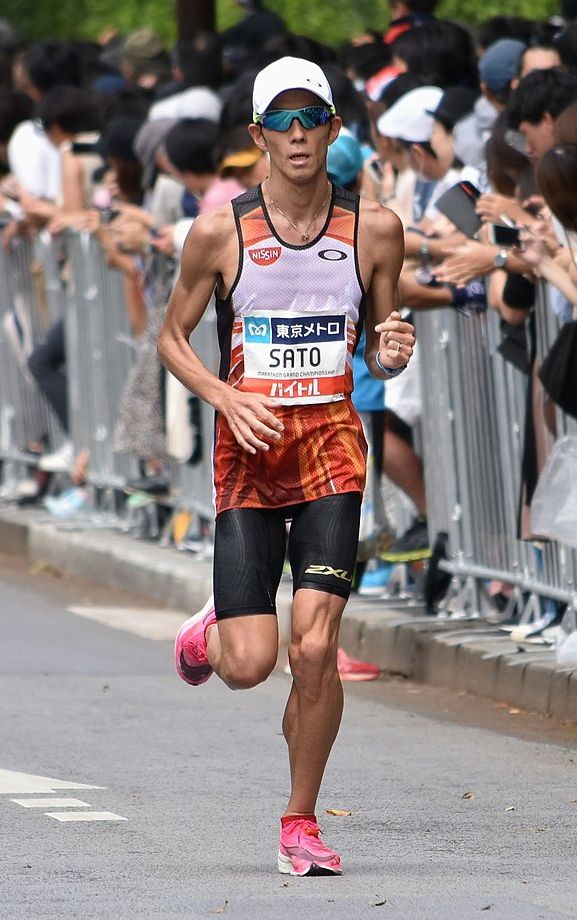
Yūki Satō Rang zehn in 13:48,30 min
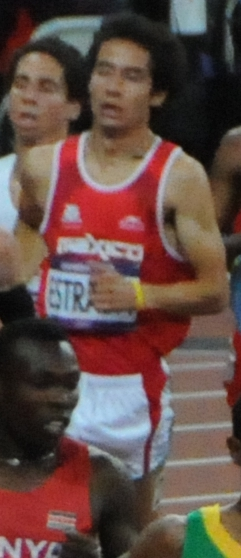
Diego Estrada Rang elf in 13:48,30 min

## Finale

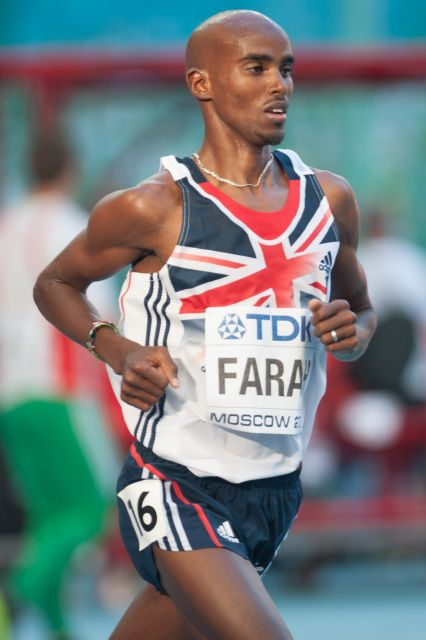
Der aktuelle Olympiasieger und Titelverteidiger Mo Farah gewann hier in Moskau beide Bahn-Langstrecken

16. August 2013, 20:45 Uhr
| Platz | Name                    | Nation         | Zeit (min) |
| ----- | ----------------------- | -------------- | ---------- |
| 1     | Mo Farah                | Großbritannien | 13:26,98   |
| 2     | Hagos Gebrhiwet         | Äthiopien      | 13:27,26   |
| 3     | Isiah Kiplangat Koech   | Kenia          | 13:27,26   |
| 4     | Thomas Pkemei Longosiwa | Kenia          | 13:27,67   |
| 5     | Edwin Cheruiyot Soi     | Kenia          | 13:29,01   |
| 6     | Bernard Lagat           | USA            | 13:29,24   |
| 7     | Muktar Edris            | Äthiopien      | 13:29,56   |
| 8     | Galen Rupp              | USA            | 13:29,87   |
| 9     | Yenew Alamirew          | Äthiopien      | 13:31,27   |
| 10    | Ryan Hill               | USA            | 13:32,69   |
| 11    | Dejene Regassa          | Bahrain        | 13:25,21   |
| 12    | Elroy Gelant            | Südafrika      | 13:43,58   |
| 13    | Sindre Buraas           | Norwegen       | 13:43,58   |
| 14    | Zane Robertson          | Neuseeland     | 13:46,55   |
| 15    | Brett Robinson          | Australien     | 14:03,77   |

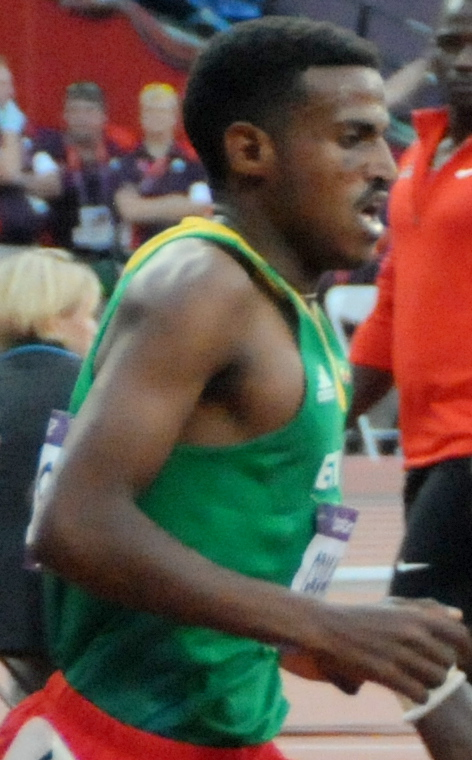
Vizeweltmeister Hagos Gebrhiwet
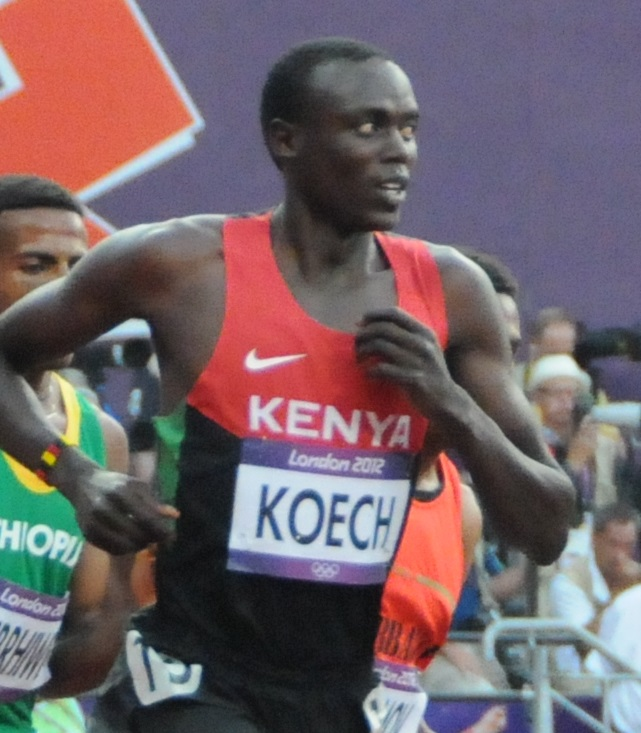
Bronzemedaillengewinner Isiah Kiplangat Koech
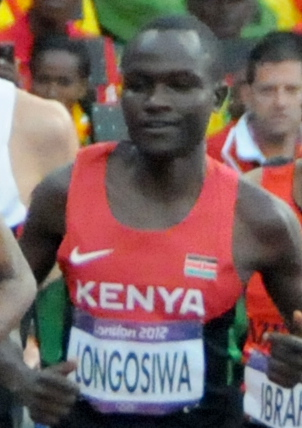
Thomas Pkemei Longosiwa kam auf den vierten Platz

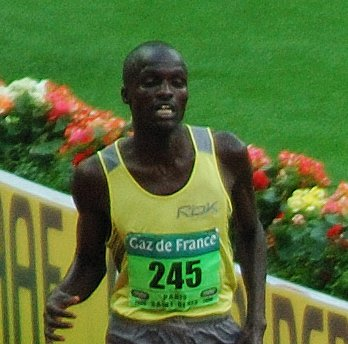
Edwin Cheruiyot Soi belegte Rang fünf
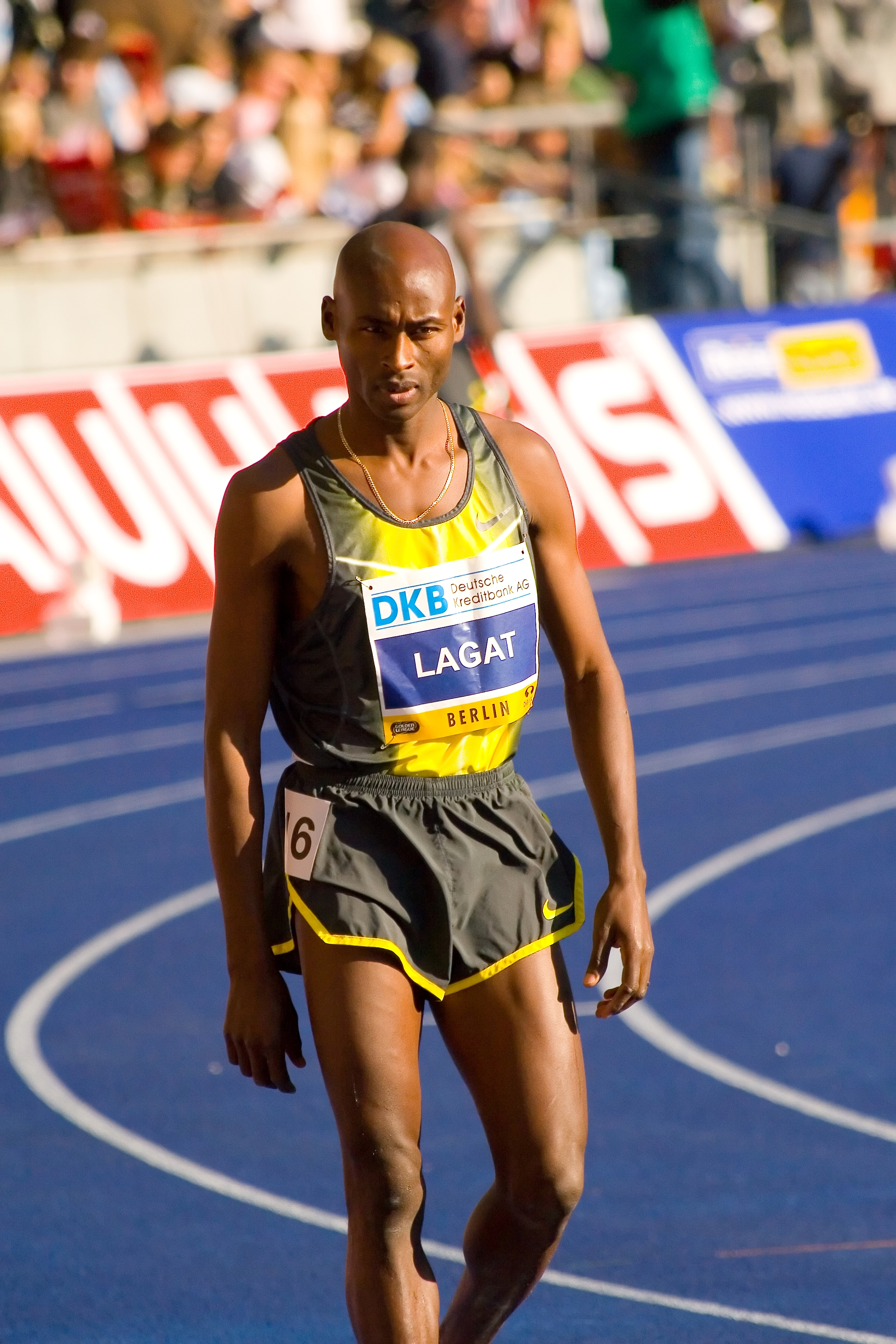
Für den Doppelweltmeister von 2007 über 1500/5000 Meter und mehrfachen Medaillengewinner rechte es diesmal zu Platz sechs
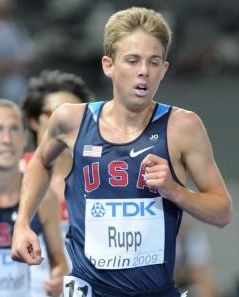
Der Olympiazweite von 2012 über 10.000 Meter Galen Rupp erreichte Platz acht
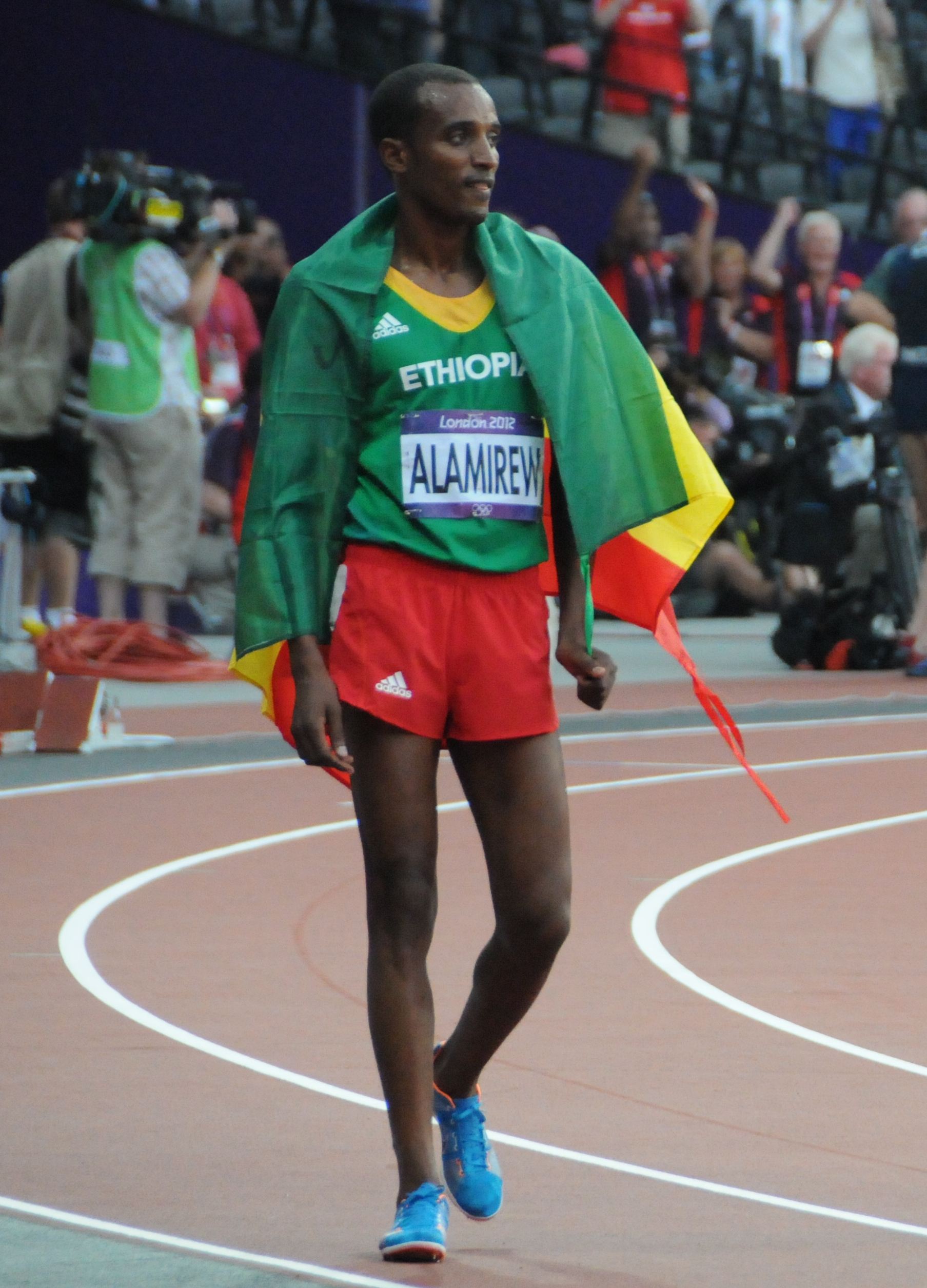
Der neuntplatzierte Yenew Alamirew
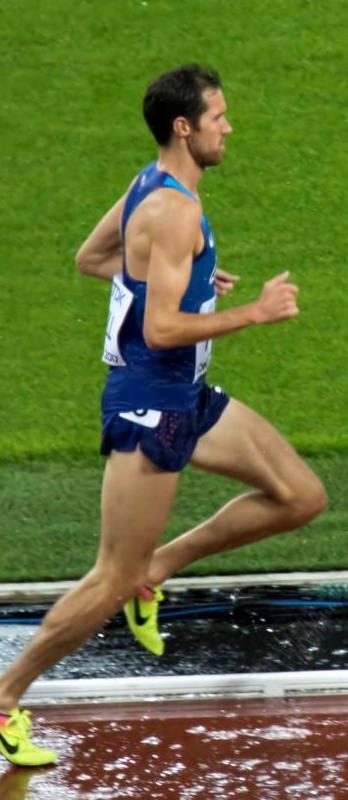
Rang zehn für Ryan Hill
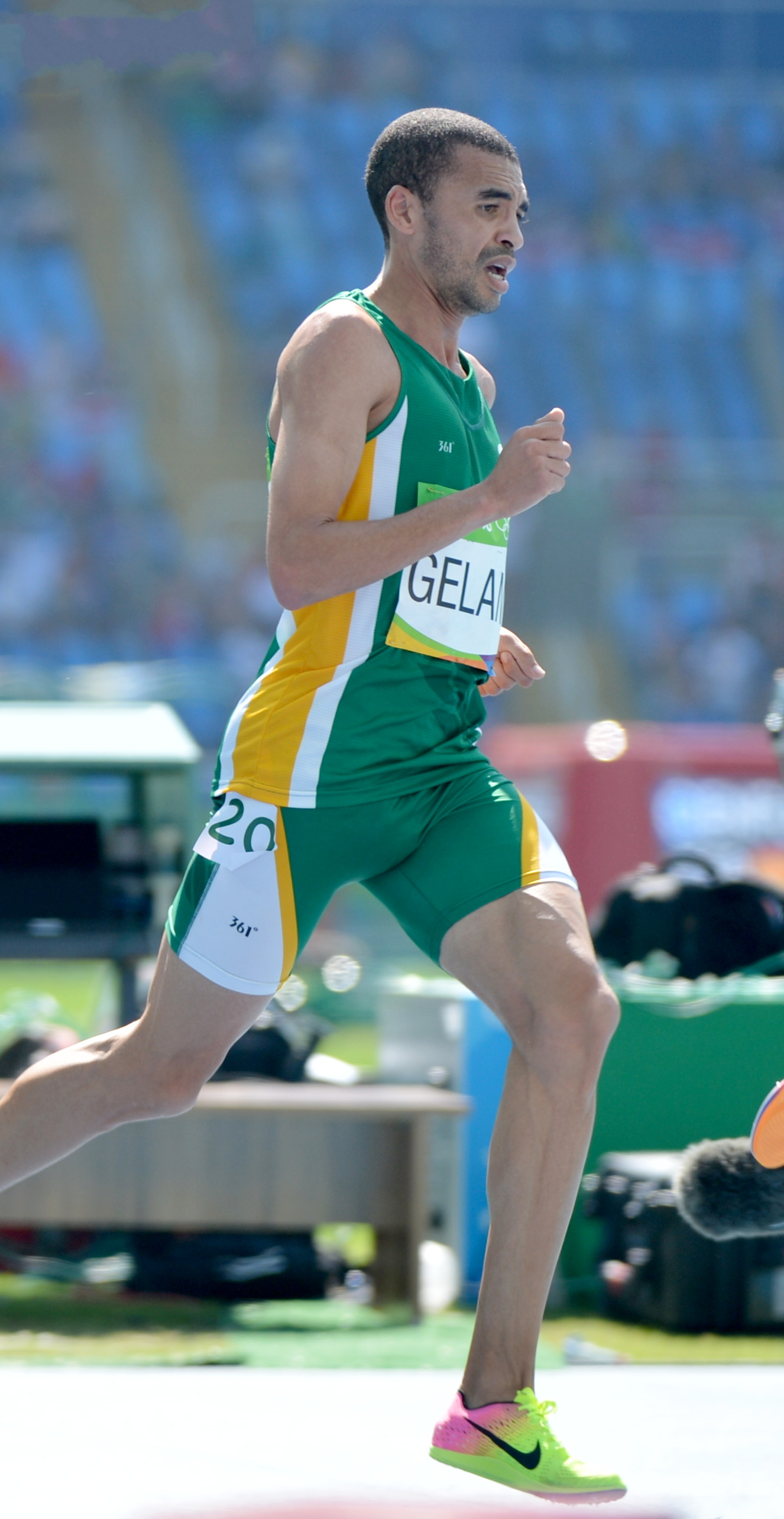
Elroy Gelant – Platz zwölf

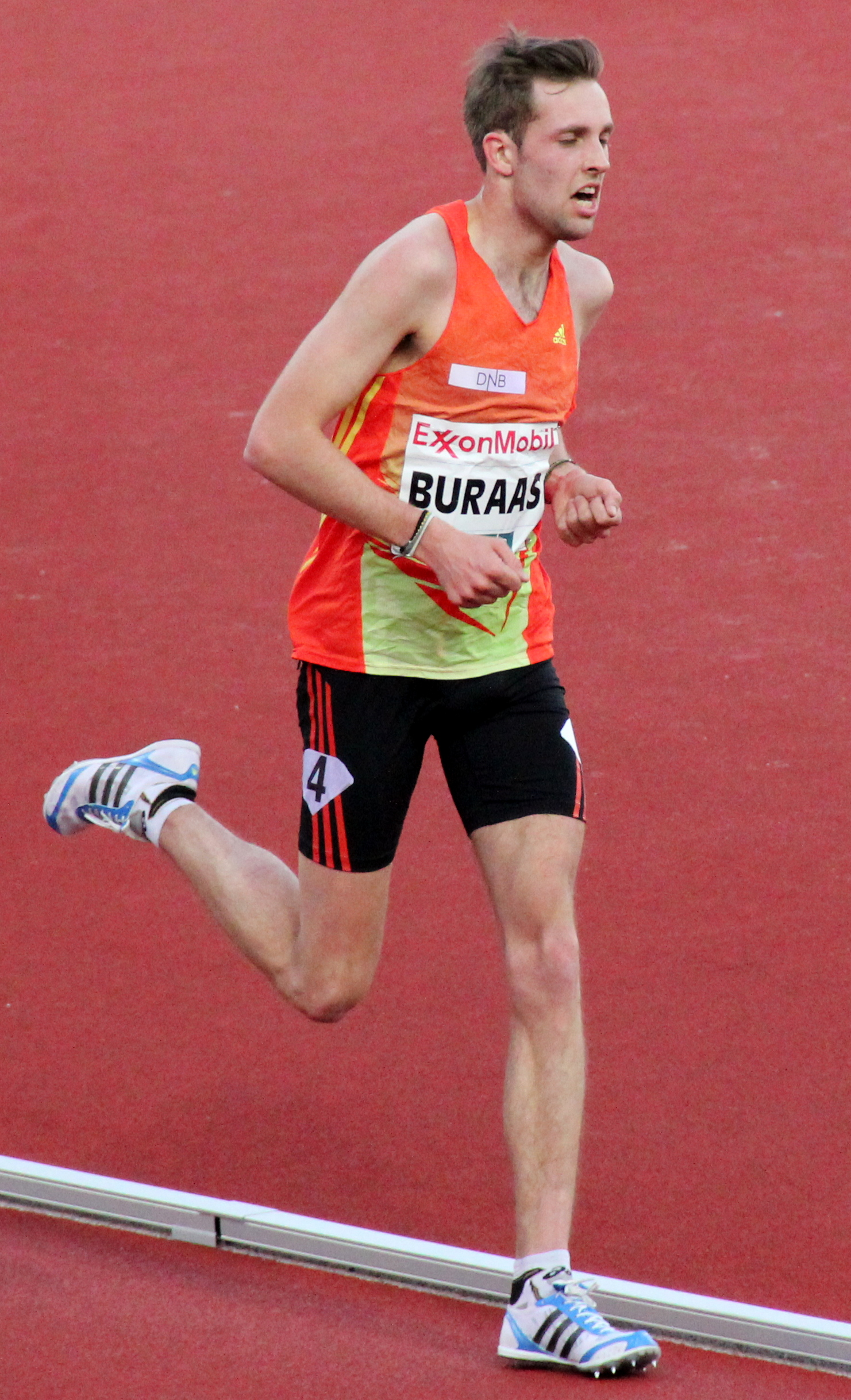
Sindre Buraas – Platz dreizehn
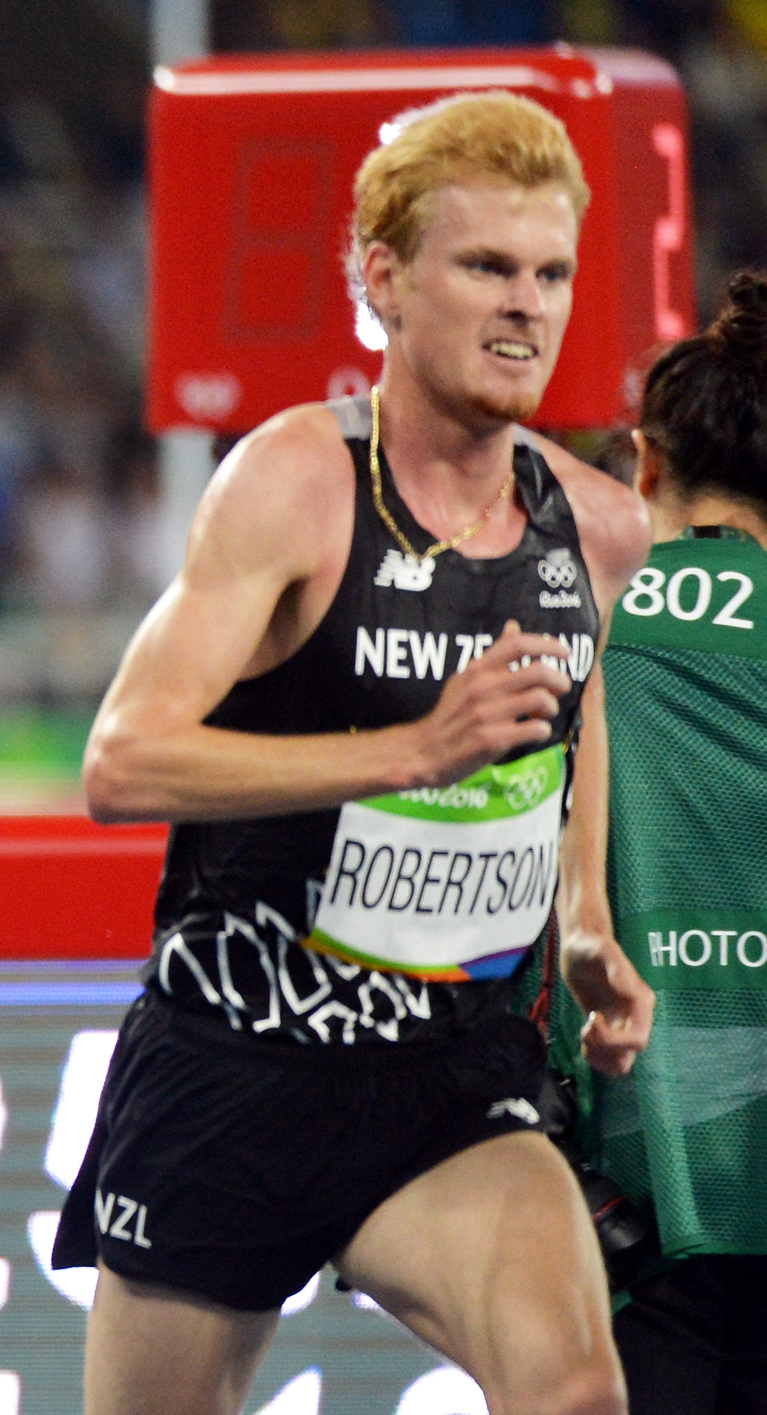
Zane Robertson – Platz vierzehn
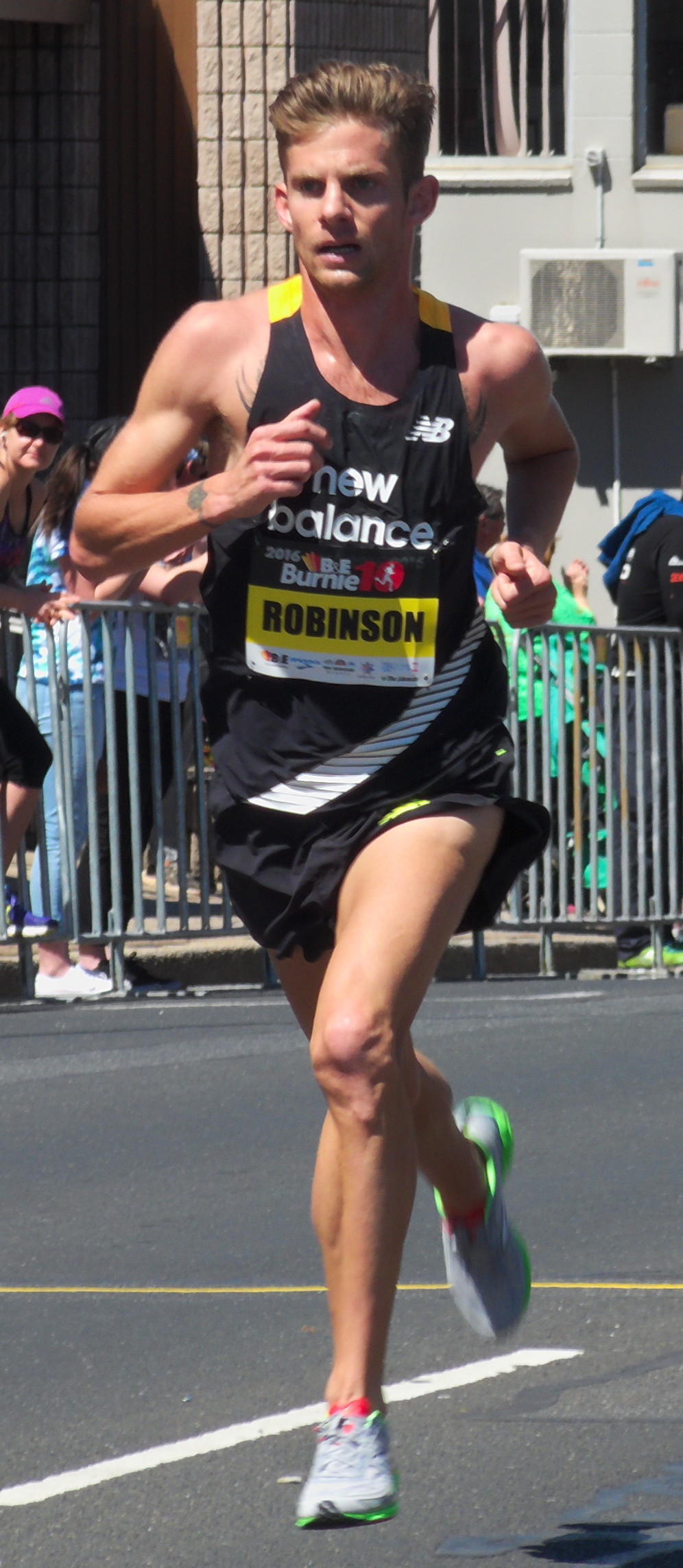
Brett Robinson – Platz fünfzehn

## Video
- Men 5000 Metres FINAL 2013 IAAF World Athletics Championships Moscow TVE, youtube.com, abgerufen am 20. Januar 2021